# Memphis blues

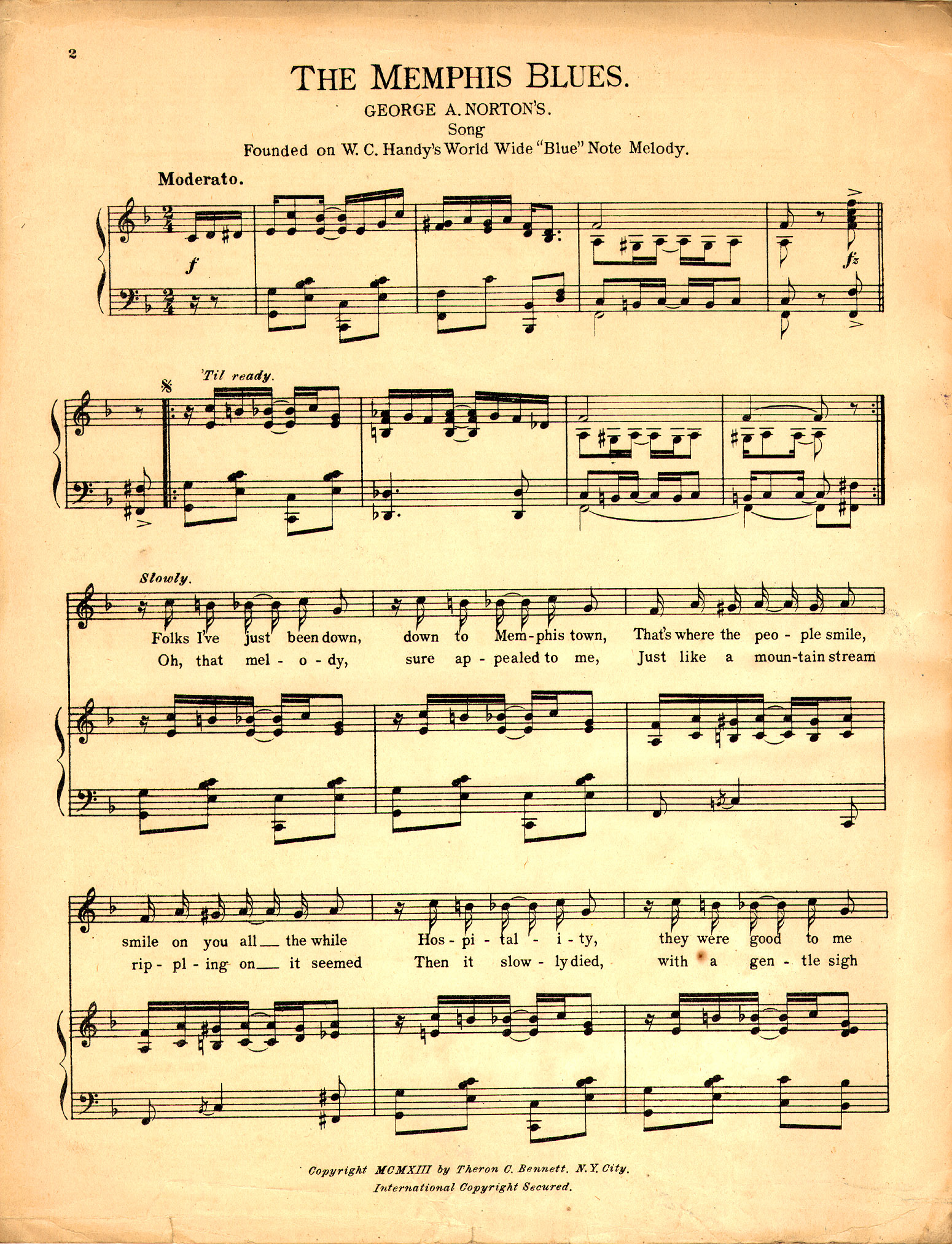
Le Memphis Blue.

Le Memphis blues est un genre de blues qui est apparu dans les années 1920 et les années 1930 avec des musiciens de Memphis ou ses environs comme Frank Stokes, Sleepy John Estes, Furry Lewis ou Memphis Minnie. 
Ce style de musique avait acquis une certaine popularité au travers des spectacles de vaudeville et était associé au principal lieu de divertissement de Memphis situé sur Beale Street, une rue populaire de la ville. 
En dehors du blues à base de guitare, les jug bands étaient des groupes très populaires de Memphis blues. Le style des jug band soulignait les rythmes dansants et syncopés du jazz et d'une grande variété de musiques folkloriques archaïques. Ils jouaient sur des instruments simples, parfois fabriqués par les musiciens eux-mêmes, comme des harmonicas, des violons, des mandolines, des banjos ou encore des planches à laver, kazoo, des harpes ou des cruches jouant le rôle de basse.
Après la Seconde Guerre mondiale, les instruments électriques sont devenus populaires parmi les musiciens de Memphis blues. Alors que les afro-américains quittaient le delta du Mississippi et que d'autres désertaient les régions du sud pour se rendre dans les zones urbanisées, de nombreux musiciens sont arrivés sur la scène Memphis blues, changeant peu à peu le Memphis blues traditionnel. Des musiciens comme Howlin' Wolf, Willie Nix, Ike Turner et B.B. King ont joué à Memphis et enregistré des morceaux qui font aujourd'hui partie des standards du blues électrique, du rhythm and blues et du rock 'n' roll. Ces artistes ont eu une grande influence sur les musiciens qui ont ensuite joué ces styles de musique, notamment au début du rock & roll et du rockabilly.
The Memphis Blues est aussi le titre d'une chanson de W.C. Handy sortie en 1912.

## Artistes de Memphis blues
- Albert King
- B.B. King
- Frank Stokes
- Furry Lewis
- Memphis Minnie
- Willie Nix
- Sleepy John Estes
- Ida Cox
- Dr. David Evans
- Joe Willie Wilkins
- Raymond Hill
- Walter "Mose" Vinson
- Junior Parker
- Gus Cannon
- Memphis Jug Band
- Howlin' Wolf
- Ike Turner
- James Cotton
- Rosco Gordon
- Bobby Sowell
- Big Mama Thornton
- Robert Wilkins